# Charaxes erythraea
Charaxes erythraea är en fjärilsart som beskrevs av Storace 1948. Charaxes erythraea ingår i släktet Charaxes och familjen praktfjärilar. Inga underarter finns listade i Catalogue of Life.